# 町田町
町田町（まちだまち）とは、神奈川県、東京府、東京都南多摩郡にかつて存在した町である。
現在の町田市は1958年に新設合併で誕生したもので、本町とは別の自治体である。
町田市では現在でも旧町域を「町田地域」「町田地区」と称することが多い。

## 歴史

### 沿革
- 1889年（明治22年）4月1日 - 町村制の施行に伴い、本町田村、原町田村、森野村、南大谷村が合併して神奈川県南多摩郡町田村が発足。
- 1893年（明治26年）4月1日 - 東京府へ移管。
- 1913年（大正02年）4月1日 - 町田村が町制施行し町田町（初代）となる。
- 1943年（昭和18年）7月1日 - 東京都制施行。
- 1954年（昭和29年）4月1日 - 南村と合併し、改めて町田町（2代目）を新設。
- 1955年（昭和30年）4月 - 町田町役場新庁舎が原町田289番地に完成[2]。
- 1958年（昭和33年）2月1日 - 鶴川村、忠生村、堺村と合併し、町田市を新設。同日町田町廃止。

## 行政

### 村長
- 渋谷亀蔵 1889年5月〜1894年7月
- 小川運太郎 1894年8月〜1897年1月
- 五十嵐弥太郎 1897年2月〜1898年12月
- 渋谷藤兵衛 1898年12月〜1902年2月
- 霜島幸次郎  1902年3月〜1903年9月
- 青木辰一  1903年9月〜1906年3月
- 三橋吉五郎　1906年4月〜1907年10月
- 熊沢金太郎　1907年11月〜1913年10月

### 町長
- 熊沢金太郎　1913年10月〜1916年1月
- 渋谷亀蔵　1916年1月〜1920年1月
- 若林文平　1920年2月〜1924年11月
- 足立改次郎　1924年12月〜1931年1月
- 渋谷三右衛門 1931年1月〜1933年1月
- 大塚佐平　1933年1月〜1938年12月
- 平本栄一　1939年2月〜1943年2月
- 青山藤吉郎　1944年6月〜1946年11月
- 渋谷三右衛門　1947年4月〜1954年3月
- 青山藤吉郎　　1954年5月〜1958年1月

## 交通

### 鉄道
- 国鉄（現JR東日本）
  - 横浜線：原町田駅（現町田駅）
- 小田急電鉄
  - 小田原線：玉川学園前駅 - 新原町田駅（現町田駅）

## ゆかりの有名人
- 若林牧春 - 歌人で、1886年に町田村本町田に生まれる。1907年から1909年まで町田尋常高等小学校に奉職する。
- 櫻田常久 - 小説家で、1932年から町田町に居住。
- 波多野精一 - 哲学者、玉川大学学長。